# René Carmille
René Carmille (Trémolat, 1 januari  1886 - Dachau 25 januari 1945) was een Franse officier, en tijdens de bezetting van Frankrijk gedurende de Tweede Wereldoorlog de oprichter van de Service National des Statistiques (SNS), de voorloper van wat in 1946 het INSEE zou worden, het Franse equivalent van het CBS. Als hoofd van de SNS heeft Carmille de registratie en identificatie van joden voor de Duitse bezetters tegengewerkt: hij gaf niet aan op kaarten of iemand jood was, en liet ook veel kaarten (circa 100.000) van joden uit de kaartenbakken verdwijnen zodat hun identiteit bij de bezetter niet bekend werd. Hij werd door de SS gevangengenomen en is in het concentratiekamp Dachau omgekomen. Mede door zijn tegenwerking heeft de bezetter in Frankrijk maar 25% van de joden kunnen vermoorden. Zijn optreden staat in schril contrast met dat van de vergelijkbare Nederlandse ambtenaar Jacob Lentz, wiens griezelig perfecte persoonsbewijs en de bijbehorende administratie het werk van de Duitse bezetter in Nederland juist aanzienlijk vergemakkelijkten. Lentz zou na de bevrijding in 1945 drie jaar gevangenisstraf voor zijn daden krijgen.
Carmille was ook de bedenker van het persoonsgebonden nummer dat later het Franse sofinummer zou worden, en dat heden ten dage nog steeds in gebruik is.
Carmille was in Frankrijk voor de Tweede Wereldoorlog al pionier op het gebied van het gebruik van ponskaartenmachines voor administratief gebruik. Hij stelde al in 1934 voor, teneinde mobilisaties te vergemakkelijken, jongens bij hun geboorte en aangifte bij de burgerlijke stand een immatriculatienummer toe te wijzen. Daartoe voerde hij enkele experimenten uit, het belangrijkste te Rouen. In deze periode vertegenwoordigde hij ook het ministerie van Oorlog in diverse commissies die zich met de statistiek bezighielden, en ook gaf hij les op de Vrije school der politieke wetenschappen. Uit deze tijd stamt ook een werk van zijn hand getiteld "Vues d'économie objective" en een toespraak "over het Germanisme" (1938).
Na de Franse overgave in 1940 werd het het Vichy-regime toegestaan een leger van 100.000 man te handhaven. Kolonel Du Vigier en Carmille in zijn hoedanigheid van Algemeen controleur (Controleur Géneral) stelden aan het Vichy bewind voor een overheidsinstelling op te zetten die met mechanische middelen de bevolking registreert. Dit om later een clandestiene mobilisatie uit te kunnen voeren, bedoeld om tegen de Duitse bezetters in opstand te komen. Het lukte Carmille om op 15 december 1940 de "Service de Démographie" op te zetten, de demografisch dienst die onderdeel vormt van het ministerie van Financiën. Deze dienst nam een gedeelte van de rekruteringscentra van het Franse leger over, alsmede hun dossiers, die daarna netjes werden bijgehouden. De dienst werd bemand door honderden gedemobiliseerde officieren en onderofficieren. Het hoofdkantoor was gevestigd in Lyon, met zes regionale centra in de vanuit Vichy bestuurde delen van Frankrijk, alsmede kantoren in Parijs, Algiers, Tunis en Rabat.
Voor de techniek kon men een beroep doen op drie fabrikanten van "statistische machines" die op de Franse markt actief waren:
- Bull
- la Compagnie électro-comptable (CEC), een dochter van IBM
- Samas-Powers, een van origine Engels bedrijf.

De relaties met CEC werden alweer snel beëindigd, aangezien het belangrijkste filiaal van IBM in bezet Europa Dehomag was. Carmille had bovendien voor de oorlog het bedrijf een paar keer bezocht, wat achteraf als spionage had kunnen worden betiteld. En verschillende medewerkers van CEC waren inmiddels medewerkers geworden van de organisatie die toezicht moest houden op de wapenstilstandsvoorwaarden.

## Onderscheidingen
- Legioen van Eer
  - Commandeur op 30 juni 1941[1]
  - Officier op 8 juli 1928[1]
  - Ridder op 10 juli 1920[1]